# Резолюция Совета Безопасности ООН 1495
Резолюция Совета Безопасности ООН №1495 — резолюция, принятая 31 июля 2003 года по итогам предыдущих резолюций о ситуации в Западной Сахаре, в частности резолюции 1429 (2002), Совет продлил мандат Миссии Организации Объединенных Наций по референдуму в Западной Сахаре (МООНРЗС) до 31 октября 2003 года и поддержал план Бейкера, в качестве замены Плана урегулирования 1991 года . Резолюция была принята со значительными изменениями, и была одобрена Фронтом ПОЛИСАРИО, однако правительство Марокко выступило против.

## Содержание
Совет Безопасности был обеспокоен отсутствием прогресса в политическом урегулировании спора между Марокко и Фронтом ПОЛИСАРИО, который оставался потенциальным источником нестабильности в регионе Магриба. Он подтвердил свою приверженность в оказании помощи сторонам в достижении прочного решения, которое обеспечит самоопределение народа Западной Сахары. Была дана высокая оценка действиям сторон при режиме прекращения огня, а также усилиям МООНРЗС.
Действуя в соответствии с главой VI Устава Организации Объединенных Наций, Совет поддержал план Бейкера как оптимальное политическое решение спора и призвал обе стороны работать над принятием и осуществлением этого плана. Кроме того, сторонам и государствам в регионе было предложено сотрудничать с Генеральным секретарем и его Личным посланником.
В резолюции содержится призыв к Фронту ПОЛИСАРИО освободить всех оставшихся военнопленных в соответствии с международным гуманитарным правом и к обеим сторонам сотрудничать с Международным комитетом Красного Креста для решения вопроса о лицах, пропавших без вести с начала конфликта. К сторонам был обращен призыв принять меры по укреплению доверия с Верховным комиссаром Организации Объединенных Наций по делам беженцев (УВКБ), а международное сообщество должно поддержать УВКБ ООН и Мировую продовольственную программу в преодолении ухудшающейся продовольственной ситуации среди беженцев.
Наконец, Генерального секретаря попросили дать оценку ситуации до 31 октября 2003 года.